# Chromosomentheorie der Vererbung
Die Chromosomentheorie der Vererbung besagt, dass sich die materiellen Träger der Vererbung im Zellkern befinden. Walter Sutton und Theodor Boveri begründeten die Theorie ab 1902 durch mikroskopische Beobachtungen.

## Empirische Befunde
Oscar Hertwig (1875) und Eduard Strasburger (1877) beobachteten, dass eine Befruchtung zwei aufeinander folgende Vorgänge beinhaltet: die Verschmelzung der Keimzellen und die Vereinigung der Zellkerne. 1888 führte Heinrich Wilhelm Waldeyer die Bezeichnung Chromosomen für die färbbaren Kernkörperchen ein. Walther Flemming beschrieb 1882 das Prinzip der Konstanz der Kernkörperchenzahl bei einer Zellteilung (vulgo Mitose), und Theodor Boveri und andere beobachteten die Halbierung der Zahl der Kernkörperchen bei der Entstehung der Keimzellen. Das Konzept wurde von August Weismann 1885 unter dem Begriff der Keimbahn beschrieben. Farmer und Moore nannten diesen Vorgang ab 1905 Meiose (Reduktionsteilung).

## Empirische Beweise
Die Chromosomentheorie wurde empirisch erhärtet durch die Arbeiten von Thomas Hunt Morgan, A. Sturtevant und Hermann Josef Muller 1911 und 1919: „Die Gene sind auf Chromosomen aufgereiht wie Perlen an einer Schnur“. Die oben genannten Schlussfolgerungen aus den empirischen Beobachtungen waren aber stets umstritten. Vor allem in Deutschland wurde der Reduktionismus der Morgan-Schule lange abgelehnt (Goldschmidt).

### Frühe Entwicklung des Chromosomkonzeptes
Zu den Vorannahmen gehören:
- die Beobachtung der Vereinigung der Zellkerne bei der Verschmelzung der Keimzellen durch Hertwig und Straßburger 1875/77,
- die Entdeckung der Konstanz der Anzahl der Kernkörperchen bei der Zellteilung (Mitose) durch Flemming 1882,
- die Einführung des Begriffs Chromosomen für die Kernkörperchen durch Waldeyer 1888,
- die Beobachtung der Halbierung der Anzahl der Kernkörperchen bei der Entstehung der Keimzellen durch Theodor Boveri und andere 1904/05
- die Einführung des Begriffes Meiose durch Farmer und Moore 1905 für diesen Vorgang.

Alle diese Beobachtungen werden durch das Konzept der Keimbahn vereinigt. August Weismann führte den Begriff 1885 ein, und er besagt, dass das einzige konstante materielle Element in der Sukzession der Organismen über die Generationenfolge hinweg die Kernkörperchen der Keimzellen sind.

### Die Entwicklung in der ersten Hälfte des zwanzigsten Jahrhunderts
Um den modernen Begriff der Struktur und Funktion der Chromosomen zu erhalten, ist allerdings noch die Einführung weiterer Konzepte notwendig. Dazu gehören folgende Elemente:
- Die Ordnung der Gene auf dem Chromosom
- Die materielle Struktur der Gene
- Die Alternative zwischen DNA und Protein
- Die Röntgenspektroskopie der DNA und das Polymerkonzept
- Die Strahlengenetik und Mullers Konzept der „Like-with-Like-Attraction“
- Max Delbrück: das Gen als Atomverband
- Die Virus-Gen-Theorie
- Die Theorie der chemischen Bindung
- Gene und Stoffwechsel
- Frühe Versuche, die Genstruktur unter dem Aspekt der Genexpression zu verstehen
- Watson und Cricks Versuche, die Genstruktur unter dem Aspekt der Replikation der DNA zu verstehen

### Die Ordnung der Gene auf dem Chromosom
Zunächst wurde die Beobachtung gemacht, dass die Faktoren der Vererbung, die Johannsen ab 1909 Gen nannte, in einer besonderen Weise auf den Chromosomen lokalisiert sind. Thomas Hunt Morgan und seine Schüler wiesen ab 1911, durch Experimente mit der Fruchtfliege Drosophila, nach, dass die Gene auf den Chromosomen aufgereiht sind wie „Perlen auf einer Schnur“.

### Die materielle Struktur der Gene
Das nächste Problem ergab sich aus der Frage nach der materiellen Struktur dieser Faktoren, die auf den Chromosomen lokalisiert sind. In den zwanziger Jahren des zwanzigsten Jahrhunderts existierten dazu etwa zehn unterschiedliche Konzepte. Nur zwei davon haben sich in der Folge als richtig erwiesen: Die Gene haben etwas mit der DNA zu tun, und sie sind aus Atomen  aufgebaut. Die Verbindung dieser beiden Annahmen war zunächst überhaupt nicht im Blick der Wissenschaftler, die sich damit befasst hatten.

### Die Alternative zwischen DNA und Protein
Dass Chromosomen aus einem „Gemisch“ von Proteinen und DNA bestanden, war schon lange klar. In den zwanziger Jahren wurde die Grundstruktur der DNA als bestehend aus vier Basen mit Zucker und Phosphatgruppe aufgeklärt. Da Proteine aus bis zu zwanzig verschiedenen Aminosäuren bestanden, hielt man die DNA als für den Träger der Gene nicht geeignet. Heute würde man sagen, die Wissenschaftler glaubten, DNA sei „unterkomplex“, zu einfach aufgebaut für eine solche komplizierte Funktion. Die DNA war einfach ein uninteressantes Molekül. Das beeinflusste auch die Arbeiten von Oswald Avery, der 1944 nachwies, dass das transformierende Prinzip bei der Umwandlung von harmlosen zu infektiösen Varianten von Pneumokokken die DNA war. Man glaubte Avery nicht, weil er korrekterweise angab, dass seine DNA-Proben etwa zu fünf Prozent mit Proteinen verunreinigt waren: Jeder Kritiker hätte sofort gesagt, die Verunreinigung sei das transformierende Prinzip. Etwa zehn Jahre später veröffentlichten Hershey und Chase ihre Arbeiten mit Bakteriophagen, bei denen die Proteine mit radioaktivem Schwefel und die DNA mit radioaktivem Phosphor markiert waren. In den infizierten Bakterien fand man die Phosphor-Fraktion, was bewies, dass DNA das transformierende Prinzip war. Das wurde geglaubt, obwohl die Verunreinigung mit Schwefel 20 Prozent betrug.

### Die Röntgenspektroskopie der DNA und das Polymerkonzept
Trotzdem wurde schon ab den zwanziger Jahren vereinzelt mit DNA geforscht. Bereits 1926 machten Wissenschaftler im Labor von Hermann Staudinger in Freiburg die ersten röntgenspektroskopischen Untersuchungen mit DNA, ohne Erfolg. 1938 erzeugte die Wissenschaftlerin Florence Bell in dem sog. Wollforschungs-Labor von William Astbury das erste voll aussagekräftige röntgenspektroskopische Bild von DNA-Molekülen. Aus ihm hätte man die Doppelhelixstruktur der DNA problemlos ableiten können. Aufgrund des beginnenden Krieges gerieten die Befunde in Vergessenheit. Es gab aber mit diesen Befunden zunächst eine Reihe von Problemen. Die Vorstellung, dass sich einfache Moleküle zu komplizierten vereinigen könnten, war sehr umstritten. Staudinger kämpfte jahrelang gegen den Widerstand aller Fachkollegen für sein Konzept der Polymere. Vor allem Physiker glaubten nicht, dass ein Polymer existieren könnte. Der Hintergrund dieser Annahme ist wiederum verwickelt. Im Jahr 1913 hatte der Physiker Max von Laue im Labor von Arnold Sommerfeld in München die Methode der Röntgenspektroskopie entwickelt. Das Prinzip dabei ist die Beugung von Röntgenstrahlen an Kristallen, was zwei Annahmen belegte: Röntgenstrahlen sind Licht, und Kristalle bestehen aus Atomen. Die Theorie für diese Beobachtung lieferte der britische Physiker William Lawrence Bragg. Ein Detail dieser Theorie ist das Konzept der Elementarzelle. Elementarzellen haben eine bestimmte Größe und man kann ausrechnen, dass darin nur etwa 20.000 Wasserstoffatome Platz haben. Diese Maß galt als die maximale Größe für ein Molekül. Das begründete den Zweifel der Wissenschaftler an dem Konzept der Polymere. Dass Gene also ein Polymer sein könnten, hielt man also bis weit in die dreißiger Jahre für physikalisch unplausibel.

### Die Strahlengenetik und Mullers Konzept der „Like-with-Like-Attraction“
Im Jahr der Quantenmechanik, 1927, machte ein Schüler von Thomas Hunt Morgan, Hermann Joseph Muller, eine aufsehenerregende Entdeckung. Er fand heraus, dass man bei Drosophila Mutationen durch Bestrahlung der Larven mit Röntgenlicht auslösen konnte. Die Idee, dass Licht und Leben, Quanten und Gene etwas miteinander zu tun haben, war geboren. Die Vorstellung elektrisierte die Quantenphysiker, so dass Werner Heisenberg, Niels Bohr, Pascual Jordan, Linus Pauling, Erwin Schrödinger und viele andere sich dazu äußerten. Das Zeitalter der Strahlengenetik war geboren. Die spektakulärste Idee dazu allerdings verfocht der Entdecker, Hermann Joseph Muller, selbst. Er entwickelte das Autoattraktionsmodell der Gene. Diese Idee war begründet durch die Beobachtung, dass sich bei Zellteilungen die Chromosomen aufeinander zu- und voneinander wegbewegen und dass es dabei zu einem Austausch von Chromosomenteilen untereinander kommt. Muller postulierte, dass dabei ein neues physikalisches Gesetz wirksam werde, und vertrat diese Idee bis in die vierziger Jahre.

### Max Delbrück: das Gen als Atomverband
Das Konzept war natürlich falsch, aber das konnte man damals weder beweisen noch widerlegen, es war einfach nur attraktiv. Muller vertrat seine Ideen auf zahlreichen Vorträgen, die ihn außer nach Moskau auch nach Berlin führten. Dort arbeitet ein junger Physiker, Max Delbrück, in der Arbeitsgruppe von Nikolai Timofejew-Ressowski am Kaiser-Wilhelm-Institut für Hirnforschung in Berlin-Buch. 1935 veröffentlichte er zusammen mit Karl Günther Zimmer das „Green Paper“ oder die „Dreimännerarbeit“. In dieser Veröffentlichung (Über die Natur der Genmutation und der Genstruktur) vertraten die Autoren die These, Gene bestünden aus einem „Atomverband“ von etwa 1000 Atomen. Die Arbeit wurde von den Autoren in Form von Freiexemplaren verschickt und blieb weithin unbeachtet. Erwin Schrödinger rezipierte sie 1944 in seinem Büchlein Was ist Leben? und behauptet mit Bezug auf Delbrück, das physikalische Problem der Gene sei gelöst. Gene bestünden aus Molekülen. In einem Nebensatz bezeichnete er Chromosomen als „aperiodische Kristalle“, was man als eine Umschreibung für ein irreguläres Polymer interpretieren kann.

### Die Virus-Gen-Theorie
Die Erforschung des Zusammenhanges von Genen, Atomen und DNA hat aber noch andere Aspekte, die für das Verständnis des Gegenstandes wichtig sind. Anfang der dreißiger Jahre bewarb sich John Desmond Bernal am Cavendish-Labor. Er machte dort in der Folge ein sehr bemerkenswertes Experiment, dessen Ergebnisse er 1943 zusammen mit seinem Kollegen Fankuchen veröffentlicht hat. Den beiden gelang es, die ersten röntgenspektroskopischen Bilder von kristallisierten Tabakmosaik-Viren herzustellen. Leider blieb auch diese Arbeit zu ihrer Zeit aufgrund der Wirren des Krieges weitgehend unbeachtet. Die Bedeutung des Experimentes ist enorm. Seit etwa 1920 konnte man Viren isolieren, und die völlig richtige Vorstellung, dass Viren und Gene etwas miteinander zu tun haben, stellte sich in der damaligen Zeit als Virus-Gen-Theorie vor, d. h. man dachte, Viren seien Gene. Bernals Bilder wären in diesem Zusammenhang eine Sensation gewesen, hätten sie das richtige Publikum gehabt. Sie widerlegten die Annahme von Niels Bohr aus seinem Aufsatz über Licht und Leben von 1933, dass man Organismen töten müsse, um ihre letzten Geheimnisse auf atomarer Ebene untersuchen zu können, man deshalb das Leben als eine „Elementartatsache“ betrachten muss, die physikalisch nicht letztlich aufzuklären sei.

### Die Natur der chemischen Bindung
Ein weiterer wichtiger Forschungsstrang, der in dieser Zeit seinen ersten Ansatz nahm, war die Aufklärung der Frage, was Atome in Molekülen zusammenhält. Zwar hatten schon 1928 London und Heitler ihr Konzept des Resonanzorbitals für die chemische Bindung vorgestellt, aber in den folgenden Jahren wurden diese Untersuchungen intensiviert. Einer der Pioniere war Linus Pauling. Zusammen mit seinem Kollegen Brockway arbeitet er 1934 als Gastwissenschaftler bei den Firmen I.G. Farben in Höchst und der BASF in Mannheim. Er benutzte dort für diese Zeit einzigartige Instrumente (Elektronendiffraktometer), um Bindungslängen in einfachen organischen Molekülen zu vermessen. Seine Arbeiten konnte er zunächst in der Aussage zusammenfassen, dass das Methan eine Tetraederstruktur hat, und die „Natur der chemischen Bindung“ veröffentlichte er 1939 in einem gleichnamigen Buch. Linus Pauling war ein sehr fleißiger Chemiker. Er klärte in den vierziger Jahren die Peptid-Bindung auf und wurde dafür weltberühmt. Schon zu Lebzeiten galt er als eine Legende, ein Genie. Er ist einer der wenigen Wissenschaftler neben Frederick Sanger, die zwei Nobelpreise bekamen. Natürlich versuchte sich Pauling auch an der DNA und an Genmodellen, aber dazu später mehr.

### Gene und Stoffwechsel
Das letzte Teilstück in der Erforschung der Gene ist der Stoffwechsel. Archibald Garrod veröffentlichte 1909 seine Arbeit über die Alkaptonurie. Er zeigte darin dreierlei: Die Ursache dieser Erkrankung ist eine Stoffwechselstörung, sie wird durch ein Gen vererbt, und der Stoffwechseldefekt beruht auf einer chemisch „unmöglichen“ Reaktion. Die Idee, dass Gene für chemische Reaktionen verantwortlich sein könnten, die man im Labor nicht nachmachen kann, war geboren. Etwa zehn Jahre später veröffentlichte Muriel Whaldale ihre Arbeiten über die Genetik der Anthocyane (Blütenfarbstoffe) beim Löwenmäulchen. Definitiven Aufschluss über die grundsätzliche Natur der Wirkung zwischen Genen und Stoffwechselvorgängen lieferten aber erst die Arbeiten von Tatum und Beadle aus den vierziger Jahren mit Schleimpilzen (Ein-Gen-ein-Enzym-Hypothese).

### Vorläufige Zusammenfassung: die Situation um 1950
Damit können nun alle wesentlichen Ergebnisse, die bis etwa 1950, dem Vorabend der DNA-Doppelhelix, versammelt waren, zusammengefasst werden:
- Gene sitzen wie die Perlen auf einer Schnur in den Chromosomen.
- Sie bestehen aus Atomen, möglicherweise in Form eines Polymers.
- Es gibt zwei Kandidaten für dieses Polymer: DNA oder Protein.
- Der Mechanismus, wie Gene Merkmale hervorrufen, ist rätselhaft, aber linear: Gen – Enzym – Merkmal.
- Die Natur der Genmoleküle ist mit großer Sicherheit nicht rätselhaft: Sie bestehen aus normalen chemischen Verbindungen.
- Auch wenn bislang nicht klar ist, welches Molekül Gene repräsentieren, so ist empirisch bewiesen, dass alle Kandidaten physikalisch untersucht werden können: Viren, DNA und Proteine lassen sich röntgenspektroskopisch darstellen, chemisch präparieren und reinigen. Ihre Natur ist also prinzipiell aufklärbar.

### Frühe Versuche, die Genstruktur unter dem Aspekt der Genexpression zu verstehen
Die ersten Versuche, diesen Zusammenhang aufzuklären, waren Modelle, bei denen man annahm, die DNA sei ein einzelsträngiges Molekül, das mit den Basen nach außen um einen Proteinstrang (das Chromosom) aufgewickelt war. Die dreidimensionale Struktur der Basen sollte somit eine Art Stempelvorlage für die Bildung von Enzymen darstellen. Konsequenterweise stellte Linus Pauling Anfang der fünfziger Jahre ein DNA-Modell vor, das aus einer dreifachen Helix bestand, deren Basen nach außen zeigten. Die Intention, damit einen Mechanismus vorzuschlagen, der den Zusammenhang zwischen Gen und Enzym erklärt (in heutiger Terminologie die Genexpression), liegt auf der Hand. Das Problem war nur: Das Modell ist falsch.

### Watson und Cricks Versuche, die Genstruktur unter dem Aspekt der Replikation der DNA zu verstehen
Der Weg zu dem richtigen Modell ist aber immer noch auf Umwegen erfolgt. Erwin Chargaff stellte seine Beobachtung der Basenverhältnisse unter dem Stichwort der Komplementarität vor. Der Begriff war irreführend. Watson und Crick erkannten zwar etwa 1952, dass die DNA eine  Doppelhelix mit den Basen im Innern ist. Aber das war noch nicht die definitive Struktur. Sie bauten zunächst Modelle mit einer Basenpaarung gleichnamiger Basen (also einen parallelen Doppelstrang), in Anlehnung an das Autoattraktionsmodell von Muller. Ihre Intention war, einen Mechanismus für die Genverdoppelung vorzuschlagen (in unserer Terminologie DNA-Replikation). Also wählten sie eine Basenpaarung auf dem Prinzip der Ähnlichkeits-Paarung, genauso, wie Muller das genannt hat: Like with Like Attraktion. Auch nach ihrer Begegnung mit Chargaff war nicht klar, wie man eine „komplementäre“ Basenpaarung zustande bringt. Erst der Beitrag ihres Kollegen Donohue, der die dreidimensionale Struktur der DNA-Basen neu bestimmt hat, erlaubte es, die Wasserstoffbrücken so zu positionieren, dass ein antiparalleler Doppelstrang möglich war. Im Labor von Maurice Wilkins arbeitet noch eine Frau mit DNA. Rosalind Franklins Beugungsbilder der DNA lieferten für Watson und Cricks Annahme den empirischen Beweis.

## Belege
1. ↑  Junker, Geschichte der  Biologie, S. 85f: „Die Vererbung und damit die Kontinuität der Organismen in der Evolution beruhen nach Weismanns Modell auf der ‚Continuität des Keimplasmas‘ (Weismann 1885), d. h. auf der Kontinuität der erblichen Anteile der Ei- und Samenzellen (Keimbahn).“